# Jože Plečnik
Jože Plečnik (Lubiana, 23 gennaio 1872 – Lubiana, 7 gennaio 1957) è stato un architetto sloveno.

## Biografia
Allievo di Otto Wagner a Vienna e poi suo collaboratore, aderì insieme a lui alla secessione: fu attivo in patria, in Austria, a Praga (dove lavorò per il castello e realizzò la chiesa del Sacro Cuore) e a Belgrado, dove costruì la chiesa di Sant'Antonio di Padova. A partire dal 1921 fu professore di architettura a Lubiana e progettò numerosi edifici e monumenti per la sua città (tra cui il cimitero di Žale).
Il suo progetto per il palazzo del parlamento sloveno (la Cattedrale della libertà), mai realizzato, compare sulla moneta da 10 centesimi di euro slovena.
Dopo la seconda guerra mondiale Plečnik cadde in disgrazia nella Jugoslavia comunista, poiché il suo attaccamento all'architettura classica e il suo profondo cattolicesimo erano visti con sospetto. Il suo ruolo di insegnante all'università fu gradualmente ostacolato e ricevette minori commesse, sebbene riuscisse a completare piccoli monumenti, fontane e restauri di chiese anche negli anni 1950. Alla sua morte ebbe comunque i funerali di stato a Žale.
Progettò la residenza estiva di Tito, nelle Isole Brioni.
L'opera di Plečnik, caratterizzata da forme iconiche e classiche usate però in modo sorprendente e originale, fu per lo più dimenticata negli anni sessanta e settanta. Un nuovo interesse si ebbe a partire dagli anni ottanta e novanta, quando il postmodernismo portò ad una rivalutazione delle forme classiche in architettura.

## Galleria d'immagini

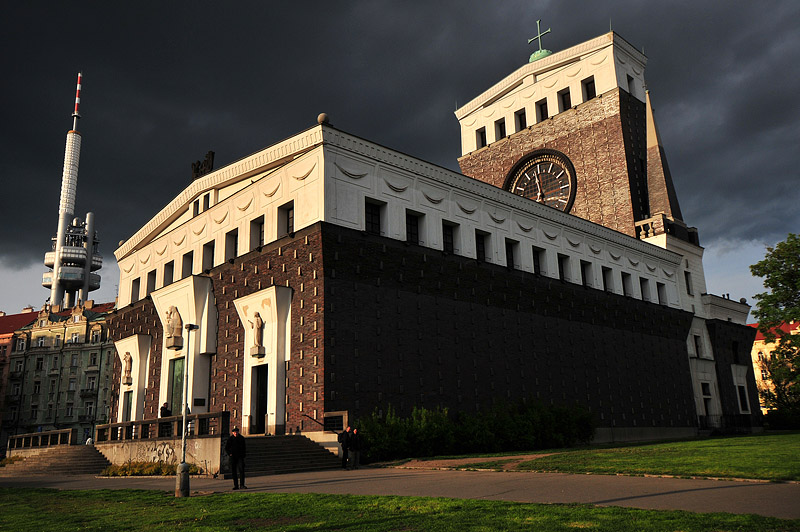
Chiesa del Sacro Cuore di Gesù a Praga.
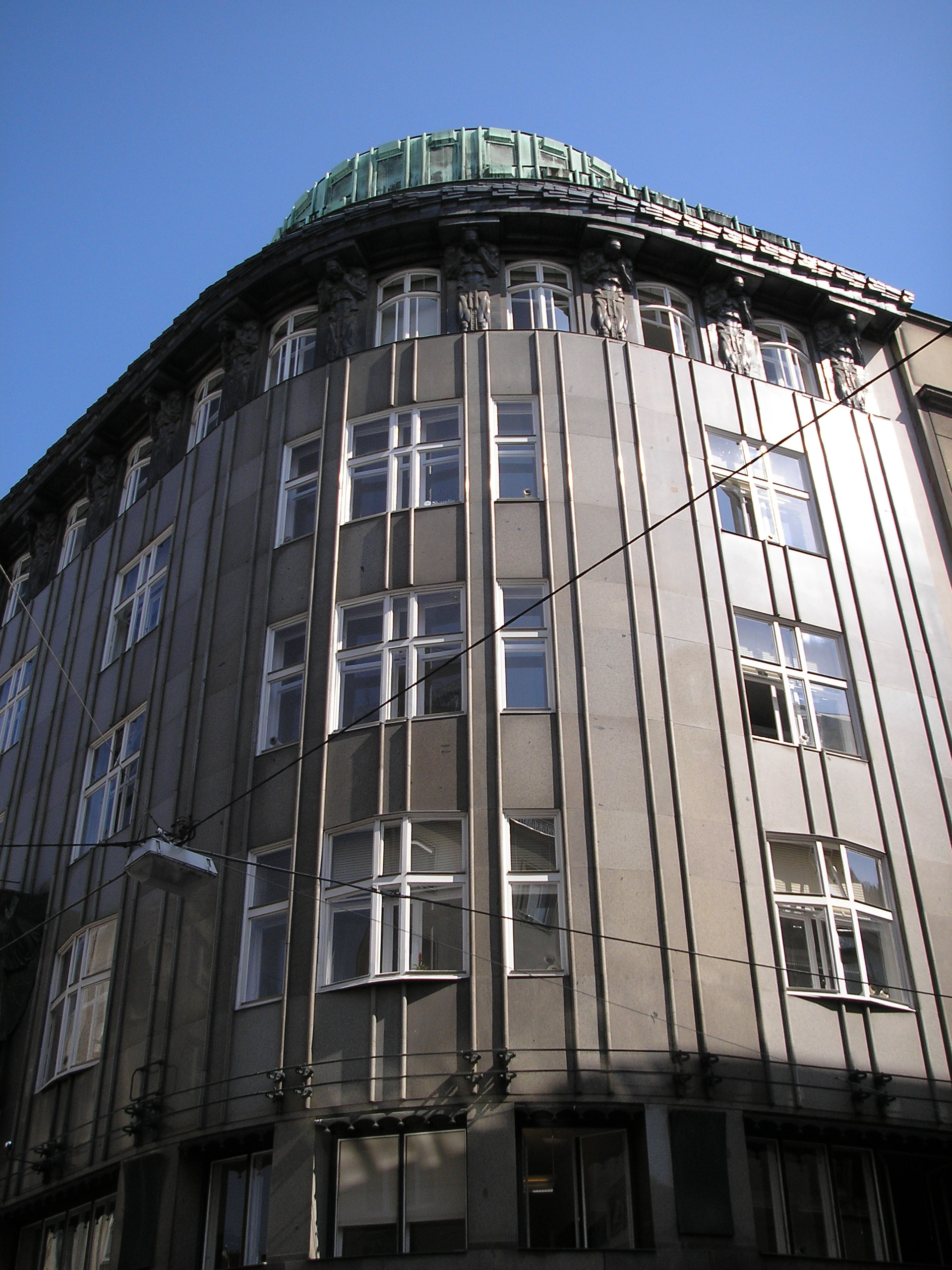
Casa Zacherl a Vienna.
Moneta da 10 centesimi di Euro della Slovenia.